# Paul Destieux-Junca
Paul Destieux-Junca est un homme politique français né le 11 janvier 1855 à Aux-Aussat (Gers) et décédé le 19 janvier 1932 à Sorbets (Gers)

## Biographie
Journaliste, il est élu sénateur du Gers en 1896, le siège de Jules Simon, sénateur inamovible décédé ayant été attribué à ce département. Il sera réélu en 1897 et 1906, mais battu en 1920. Il siège au groupe de la Gauche radicale et radicale-socialiste. Il s'intéresse aux questions agricoles et aux finances. Il fut maire d'Auch de 1900 à 1903.
Le 19 décembre 1905, il devient l'un des six vice-présidents du comité exécutif du Parti républicain, radical et radical-socialiste (PRRRS).